# Momos
Pour les articles homonymes, voir Momus (artiste).

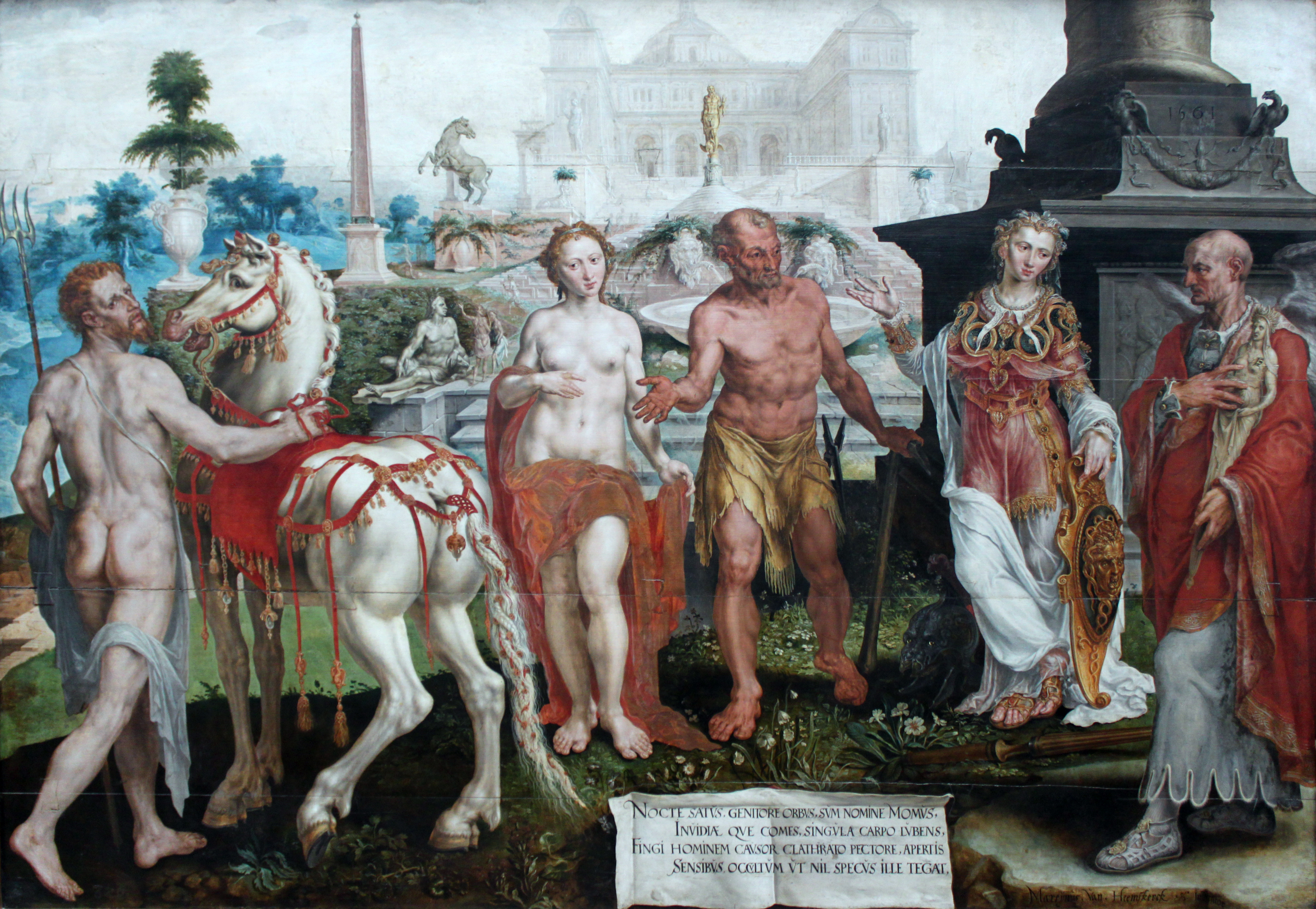
Mômos critique les créations des dieux, toile de Maarten van Heemskerck (1561). De gauche à droite : Neptune, un cheval, Vénus, Vulcain, Minerve, Momus.

Dans la mythologie grecque, Momos (en grec ancien Μῶμος / Mỗmos, « la raillerie », en latin Momus) ou Momus est une divinité grecque mineure, personnification de la raillerie, des jeux de mots et des critiques moqueuses. Fils de Nyx, qu'elle engendra seule ou avec Érèbe, les Ténèbres selon les versions, frère de Moros, des Kères et de Thanatos — trois personnifications de la Mort — ainsi que d'Hypnos, le frère jumeau de Thanatos. Son opposé est Euphémé, déesse des louanges.

## Mythe antique
Personnification du Sarcasme et de la Moquerie, il est le dieu de la raillerie et des malicieuses critiques. Il agit comme le bouffon des divinités olympiennes,. C'est lui qui suggère à Zeus, pour réduire le nombre croissant des hommes qui commence à l'inquiéter, de donner Thétis en mariage à un mortel et d'engendrer la belle Hélène, le séduisant enjeu de la guerre de Troie. Mais après avoir raillé tous les dieux, il fut chassé et s'installa chez le seul dieu capable de le supporter : Dionysos. Il est assimilé au Momus des Latins.

## Postérité après l'Antiquité

### Iconographie post-antique
Ce dieu est représenté levant son masque, et tenant à la main une marotte, symbole de la folie. Il accompagne assez souvent Comus, dieu de la bonne chère et du libertinage.

### Momus dans l'opéra
Momus apparaît dans le « ballet bouffon » de Jean-Philippe Rameau Platée,  sur un livret d'Adrien-Joseph le Valois d'Orville, tiré de Platée ou Junon jalouse, du dramaturge Jacques Autreau, lui-même inspiré des Béotiques, IXe livre, chapitre III, de la Description de la Grèce, du géographe-historien grec Pausanias. Momus apparaît aussi dans les Fêtes d'Hébé (1739) du même Rameau (livret de Gauthier de Montdorge, l'abbé Pellegrin, et le Riche de La Pouplinière), où, dans le prologue, Momus est le confident d'Hébé, et les Grâces leur présentent les attributs de l'Amour.
Dans cet opéra-ballet (Platée), Momus, dans le prologue encourage Thespis, inventeur mythique de la comédie, à ne pas épargner les immortels dans ses moqueries et au deuxième acte organise sur l'ordre de Jupiter une fête en l'honneur de la naïade, malheureuse victime de la supercherie du plus puissant des dieux.
Jean-Sébastien Bach est l'auteur d'une cantate profane Geschwinde, ihr wirbelnden Winde (BWV 201), composée à Leipzig en 1729 comme Drama per musica. Le thème en est la lutte entre Phébus et Pan dans la mythologie grecque. Momus y joue le rôle de l'arbitre. La pièce a été jouée de nouveau en 1735-1740 et en 1749 à Leipzig.
L'acte II de La Bohème de Giacomo Puccini se déroule au Café Momus, à Paris, lieu ayant réellement existé.

### Momus et les goguettes

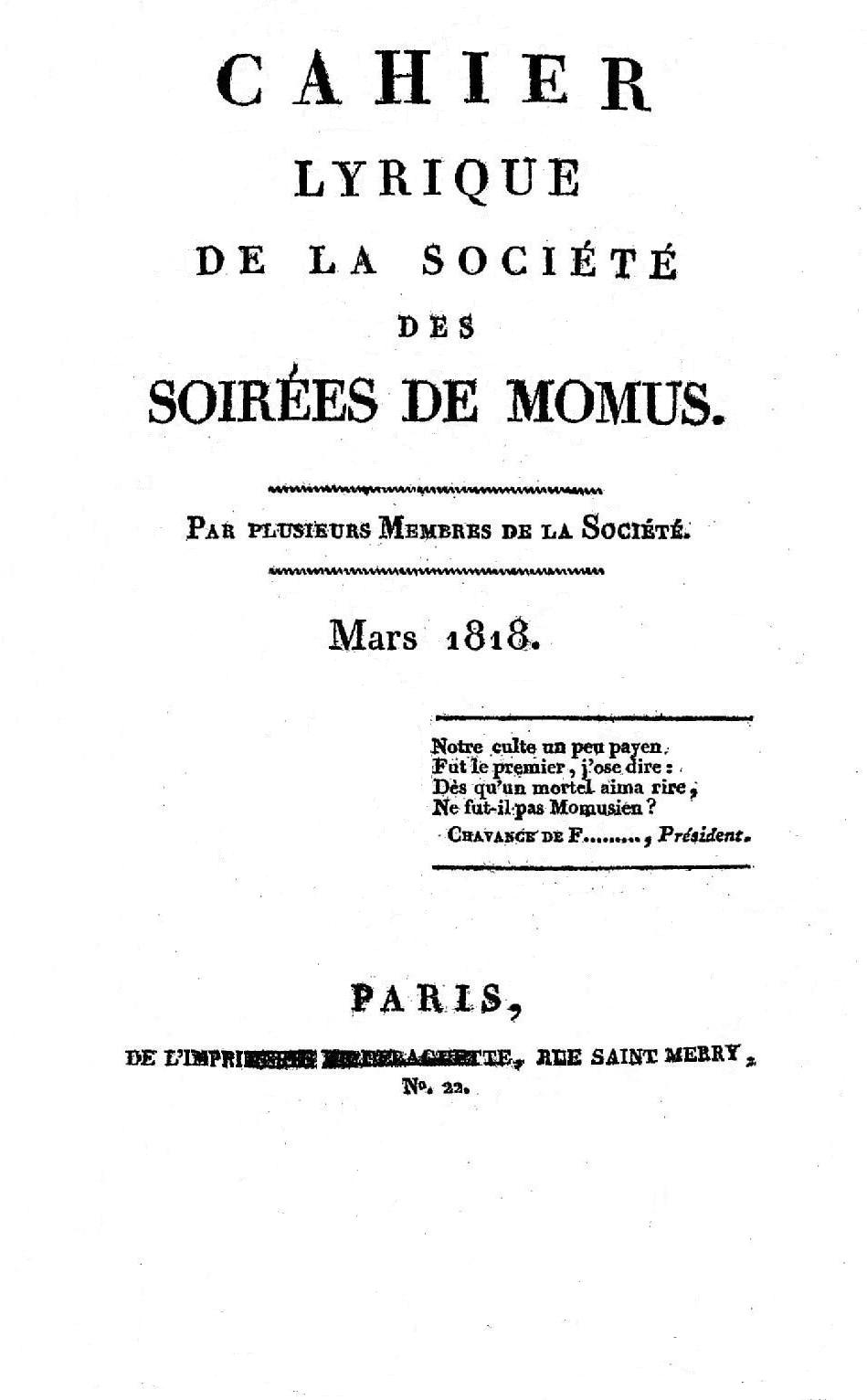
Une publication de goguette en 1818.

Dévolues à la joie, au moins quinze sociétés festives et chantantes françaises au XIXe siècle ont pris un nom faisant référence à Momus. À Dunkerque, la Société littéraire du Petit Couvert de Momus. 
À Lille, la Société de Momus. À Paris et en région parisienne, les Soupers de Momus, les Soirées de Momus, les Enfants de Momus, les Enfans de Momus au Moulin d'Amour, les Enfans de Momus, barrière des trois Couronnes,, les Soutiens de Momus, à la Courtille, les Momusiens, le Banquet de Momus, société à laquelle Marc-Antoine-Madeleine Désaugiers fut invité le 6 mai 1825, il écrivit à cette occasion une chanson : les Petits Momus, les Gais Momusiens, la Société des Enfants de Momus, à Meudon, la Société des Enfants de Momus, à Saint-Germain-en-Laye et la Société des Enfants de Momus, à Versailles.

### Momus au Carnaval de Galveston (Texas)
Une confrérie de Carnaval, les Chevaliers de Momus (Knights of Momus), a été fondée en 1871 à Galveston, Texas. Cette confrérie a disparu à l'époque de la Seconde Guerre mondiale. Un nouveau groupe a été fondé au milieu des années 1980. Et en cherchant à raviver l'esprit du groupe initial, il a adopté le nom de Momus.

### Momus au Carnaval de la Nouvelle-Orléans
Fondée en 1872, une des trois plus anciennes confréries du Carnaval de La Nouvelle-Orléans s'appelle, comme celle de Galvestone, Texas : Les Chevaliers de Momus (Knights of Momus).

### Momus en Grèce
Une tradition grecque inscrite au patrimoine culturel immatériel de l'humanité met en scène les momoeria, ensemble de trente danseurs hommes incarnant des prêtres de Momos.

## Sources
- Cicéron, De natura deorum [détail des éditions] [lire en ligne] (III, 17).
- Hésiode, Théogonie [détail des éditions] [lire en ligne] (v. 211 & 214).